# Factory Showroom
Factory Showroom es el sexto álbum de la banda estadounidense de rock alternativo They Might Be Giants. Fue lanzado en 1996 por Elektra Records. 
Este álbum recupera el sonido diverso y electrónico de los primeros trabajos de la banda, pero difiere de ellos en algunas cosas. Factory Showroom es el primer álbum con un segundo guitarrista, Eric Schermerhorn. Factory Showroom fue el álbum de TMBG con menos canciones hasta el estreno de The Else (2007).
John Flansburgh, fundador, guitarrista y escritor de la banda, ha declarado que Factory Showroom es su álbum favorito de TMBG. Sintiendo que Elektra Records no hizo lo suficiente para promocionar el álbum, entre otras disputas, They Might Be Giants abandonaron la discográfica tras su lanzamiento.
Factory Showroom fue lanzado en vinilo por primera vez en marzo de 2012 por Asbestos Records.

## Lista de canciones
| N.º | Título                                                             | Duración |  |
| 1.  | «Token Back To Brooklyn»                                           | 0:52     |  |
| 2.  | «S-E-X-X-Y» (They Might Be Giants, Hal Cragin)                     | 3:52     |  |
| 3.  | «Till My Head Falls Off»                                           | 2:53     |  |
| 4.  | «How Can I Sing Like a Girl?»                                      | 4:32     |  |
| 5.  | «Exquisite Dead Guy»                                               | 2:02     |  |
| 6.  | «Metal Detector»                                                   | 3:50     |  |
| 7.  | «New York City» (Robynn Iwata, Lisa Marr, and Lisa Nielsen de cub) | 3:02     |  |
| 8.  | «Your Own Worst Enemy»                                             | 1:45     |  |
| 9.  | «XTC vs. Adam Ant»                                                 | 3:36     |  |
| 10. | «Spiraling Shape»                                                  | 4:24     |  |
| 11. | «James K. Polk» (Matthew Hill, They Might Be Giants)               | 3:05     |  |
| 12. | «Pet Name»                                                         | 4:04     |  |
| 13. | «I Can Hear You»                                                   | 1:57     |  |
| 14. | «The Bells Are Ringing»                                            | 3:31     |  |

Notas: 
- «Token Back to Brooklyn» aparece como canción oculta.